# Styraconyx kristenseni
Styraconyx kristenseni är en djurart som tillhör fylumet trögkrypare, och som beskrevs av Jeanne Renaud-Mornant 1981. Styraconyx kristenseni ingår i släktet Styraconyx och familjen Halechiniscidae.

## Underarter
Arten delas in i följande underarter:
- S. k. kristenseni
- S. k. neocaledonensis